# Sibirski ginseng
Sibirski ginseng (lat. Eleutherococcus senticosus),  ljekovita je biljka iz porodice Araliaceae.
Raste u Kini, Koreji, Japanu i Sibiru, te ruskom dalekom istoku.

## Opis
Eleuterokok je bodljikav grm visine od 2-2,5 do 4–5 m s brojnim stabljikama(do 25) koje su ravne, s lagano sivom korom, gusto prekrivene brojnim tankim trnjem usmjerenim prema dolje. U gornjim slojevima tla nalazi se jako razgranat cilindrični rizom s velikim brojem adventivnih korijena (duljina korijenskog sustava doseže 30 m).
listovi su na dugim peteljkama, ovalni, goli, oštro nazubljenog ruba. Cvjetovi su mali, sakupljeni u jednostavnim gronjama na krajevima grana,dvospolni.
Plodovi su sferični, sjajni, crni, promjera 7–10 mm. Sjeme je oblika polumjeseca, žućkasto, dugo 3,5 do 8,5 mm .
Cvijeta u srpnju i kolovozu; donosi plod u rujnu  .

## Uporaba u tradicionalnoj i službenoj medicini
U svrhu liječenja, kao ljekovita biljka koristi se korijen Eleutherococcus senticosusa ( lat.  Rhizoma et radix Eleutherococci ).  Rizomi se kopaju u jesen, od druge polovice rujna, kopaju se samo od biljke više od 1 m. Korijenje se brzo opere, izreže na komade i osuši na temperaturi od 70-80 °C  .
Sedam glikozida pronađeno je u korijenu , to su eleuterozidi A, B, B-1, C, D, E, F. U kristalnom obliku pet eleuterozida povezano je s lignanskim glikozidima . Osim toga, korijenje sadrži pektinske tvari, smole, antocijanine i 0,8% esencijalnog ulja. Eleuterokok ne sadrži saponine, za razliku od drugih biljaka iz porodice Araliaceae (posebice pravog ginsenga ).
Kao lijek, registriran je u Rusiji .
Ima opće tonično i adaptogeno djelovanje, povećava nespecifičnu otpornost organizma. Ima stimulativni učinak na središnji živčani sustav, uklanja umor, razdražljivost, vraća i povećava tjelesnu i mentalnu učinkovitost, štiti od nepovoljnih čimbenika okoliša.
Koristi se za asteniju, neurasteniju, oporavak (nakon somatskih i zaraznih bolesti), arterijsku hipotenzija, mentalni i fizički umor .
Korištenje može uzrokovati nuspojave u obliku alergijskih reakcija, nesanice, hipoglikemije, pa je lijek kontraindiciran u hipertenziji, povećanom uzbuđenju, akutnim zaraznim bolestima, infarktu miokarda, aritmijama, poremećajima spavanja i cerebrovaskularnoj patologiji. Također nije preporučljiv za trudnice, žene koje doje i djecu mlađu od 12 godina.
Kod korištenja lijeka treba imati na umu da lijek poboljšava djelovanje stimulansa CNS i da je antagonist lijekova koji inhibiraju središnji živčani sustav (uključujući barbiturate, anksiolitike, antiepileptičke lijekove itd.).
Ne uzimati duže od 3 tjedna bez prekida.Ne koristiti zajedno s kavom i pićima koja sadrže kofein.

## Jestivost
Mladi listovi i pupovi ove biljke jestivi su. Od sušenih listova može se prirediti čaj.

## Galerija
- E. senticosus
- E. senticosus
- E. senticosus
- E. senticosus
- ekstrakt od E. senticosus